# 黑林镇 (连云港市)
黑林镇为江苏省连云港市赣榆区下辖镇，是两省三县区交汇之镇。
截至2007年，总面积87.98平方千米，耕地面积2620公顷，辖21个行政村，152个村民小组，13668户，43090口人。

## 经济
2007年，全镇完成地区生产总值2.28亿元，其中:农业总产值0.98亿元，工业总产值0.89亿元，第三产业增加值4103万元，财政一般预算收人516万元，农民人均纯收人4627元。

## 名胜
境内有刘少奇旧居和符竹庭将军殉国纪念碑。1943年，刘少奇从苏北返回延安时在黑林大树村居住25天，亲自指导当地减息运动。半个多世纪以来，黑林人民对其居住的房屋进行保留和修缮，成为进行革命传统和爱国主义教育基地。1943年11月26日，符竹庭将军在黑林镇旦头村遭敌伪军偷袭，壮烈牺牲。1991年7月1日，赣榆县委、县政府在其牺牲的地方立碑纪念，并于1945年-1950年将县名改为竹庭县。

## 行政区划
以下详细区划及数据采用2007年底统计信息。
2007年底，面积87.98平方千米，辖21个行政村。

### 兴林村
有6个村民小组，465户，1783口人，耕地面积巧6.61公顷，实现工农业总产值1132万元，粮食总产量759吨，农民人均纯收人3606元。

### 富林村
有11个村民小组，595户，2448口人，耕地面积198.77公顷，实现工农业总产值1550万元，粮食总产量928吨，农民人均纯收人3780元。

### 秦布地村
有7个村民小组，418户，1483口人，耕地面积110.32公顷，实现工农业总产值1000万元，粮食总产量635吨，农民人均纯收人3507元。

### 新布地村
有6个村民小组，385户，1395口人，耕地面积76.84公顷，实现工农业总产值1052万元，粮食总产量5科吨，农民人均纯收人3495元。

### 青河村
有6个村民小组，415户，1375口人，耕地面积124.20公顷，实现工农业总产值1178万元，粮食总产量596吨，农民人均纯收人3745元。

### 河西村
有5个村民小组，499户，1849口人，耕地面积93.38公顷，实现工农业总产值1169万元，粮食总产量777吨，农民人均纯收人4069元。

### 兴隆村
有5个村民小组，475户，1669口人，耕地面积128.46公顷，实现工农业总产值1137万元，粮食总产量754吨，农民人均纯收人2899元。

### 汪子头村
有6个村民小组，401户，1360口人，耕地面积134.87公顷，实现工农业总产值1122万元，粮食总产量567吨，农民人均纯收人3529元。

### 南康邑村
有4个村民小组，352户，1220口人，耕地面积65.83公顷，实现工农业总产值927万元，粮食总产量352吨，农民人均纯收人3514元。

### 北康邑村
有4个村民小组，296户，1141口人，耕地面积51.42公顷，实现工农业总产值915万元，粮食总产量388吨，农民人均纯收人3769元。

### 黑林村
有19个村民小组，1541户，5857口人，耕地面积255.86公顷，实现工农业总产值1985万元，粮食总产量1276吨，农民人均纯收人3726元。

### 镇东村
有7个村民小组，609户，1952口人，耕地面积133.13公顷，实现工农业总产值1332万元，粮食总产量633吨，农民人均纯收人3703元。

### 李良庄村
有4个村民小组，345户，1443口人，耕地面积100.05公顷，实现工农业总产值964万元，粮食总产量534吨，农民人均纯收人3650元。

### 大树村
有12个村民小组，759户，2658口人，耕地面积222.11公顷，实现工农业总产值1544万元，粮食总产量1011吨，农民人均纯收人3713元。

### 东康邑村
有5个村民小组，486户，1752口人，耕地面积82.51公顷，实现工农业总产值1124万元，粮食总产量506吨，农民人均纯收人3534元。

### 石沟村
有6个村民小组，581户，1895口人，耕地面积97.31公顷，实现工农业总产值1239万元，粮食总产量621吨，农民人均纯收人3592元。

### 吴山村
有3个村民小组，359户，1210口人，耕地面积66.70公顷，实现工农业总产值928万元，粮食总产量433吨，农民人均纯收人3680元。

### 大赤涧村
有16个村民小组，10巧户，3485口人，耕地面积228.05公顷，实现工农业总产值1894万元，粮食总产量1285吨，农民人均纯收人3580元。

### 山前村
有4个村民小组，358户，1231口人，耕地面积70.04公顷，实现工农业总产值936万元，粮食总产量311吨，农民人均纯收人2718元。

### 阚岭村
有6个村民小组，506户，2006口人，耕地面积149公顷，实现工农业总产值1041万元，粮食总产量838吨，农民人均纯收人3553元。

### 芦山村
有5个村民小组，316户，1156口人，耕地面积62.03公顷，实现工农业总产值974万元，粮食总产量378吨，农民人均纯收人2816元。